# Normaalvector

Een normaalvector van een 3D-oppervlak in een punt is een normaalvector van het raakvlak door dat punt aan het oppervlak door dat punt.

Een normaalvector van een object is in het algemeen een vector, verschillend van de nulvector, die loodrecht staat op dat object.
In de driedimensionale euclidische ruimte {\displaystyle \mathbb {R} ^{3}} bestaat een vlak uit de punten {\displaystyle (x,y,z)} met
{\displaystyle ax+by+cz=d}
voor zekere getallen {\displaystyle a,b,c,d}. Het vlak is een lineaire variëteit van het vlak door de oorsprong (lineaire deelruimte) op afstand {\displaystyle d}, gegeven door de vergelijking
{\displaystyle ax+by+cz=0}
Daaruit blijkt dat alle punten in dit vlak loodrecht staan op de vector {\displaystyle (a,b,c)}, die dus normaalvector is, ook van de evenwijdige vlakken op afstand {\displaystyle d}.
Een normaalvector op een oppervlak in drie dimensies in een punt van dat oppervlak is een normaalvector van het raakvlak door dat punt aan het oppervlak door dat punt.
Het begrip normaalvector wordt ook gebruikt voor hypervlakken en hyperoppervlakken in ruimten met een hogere dimensie dan drie.

## Gebruik
Normaalvectoren kunnen onder andere gebruikt worden:
- om het vlak te beschrijven. Het aangrijpingspunt en de richting van de normaalvector definiëren het vlak.
- om de hoek tussen twee vlakken te berekenen, of de hoek tussen een vlak en een lijn,
- bij kring- en oppervlakte-integralen, bijvoorbeeld de wetten van Maxwell en
- bij driedimensionale visualisaties.

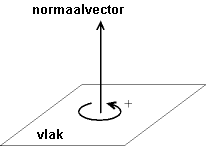

## Berekenen
- Bij een vlak met vergelijking {\displaystyle ax+by+cz+d=0} is de vector {\displaystyle {\vec {n}}=(a,b,c)} een normaalvector.
- De normaalvector wordt gebruikt om op het platte vlak de afstand van een punt tot een lijn of in de driedimensionale ruimte de afstand van een punt tot een vlak te berekenen.
- Als een oppervlak in drie dimensies impliciet wordt gedefinieerd door de relatie {\displaystyle F(x,y,z)=0}, is een normaalvector in een punt {\displaystyle P=(x_{0},y_{0},z_{0})} van het oppervlak de gradiënt in dat punt: {\displaystyle (\nabla F)(x_{0},y_{0},z_{0})=(F'_{x}(P),F'_{y}(P),F'_{z}(P))}
- Wordt het oppervlak beschreven door de functie {\displaystyle z=f(x,y)}, dan volgt uit het bovenstaande, met {\displaystyle F(x,y,z)=z-f(x,y)} dat een normaalvector in het punt {\displaystyle P=(x_{0},y_{0},z_{0})} gegeven is door {\displaystyle {\vec {n}}=(-f'_{x}(x_{0},y_{0}),-f'_{y}(x_{0},y_{0}),1)}.
Het raakvlak in {\displaystyle P} wordt bepaald door de vergelijking:

{\displaystyle f'_{x}(x_{0},y_{0})(x-x_{0})+f'_{y}(x_{0},y_{0})(y-y_{0})-(z-z_{0})=0}
Het is de lineaire variëteit met steunvector {\displaystyle P} van de deelruimte opgespannen door de vectoren:
{\displaystyle {\vec {f_{x}}}{}'={\frac {\partial {\vec {f}}}{\partial x}}(x_{0},y_{0})=(1,0,f'_{x}(x_{0},y_{0}))} en {\displaystyle {\vec {f_{y}}}{}'={\frac {\partial {\vec {f}}}{\partial y}}(x_{0},y_{0})=(0,1,f'_{y}(x_{0},y_{0}))}
met {\displaystyle {\vec {f}}(x,y)=(x,y,f(x,y))}.
Eenvoudig is te zien dat beide vectoren loodrecht staan op de normaalvector {\displaystyle {\vec {n}}}:
{\displaystyle {\vec {n}}\cdot {\vec {f_{x}}}{}'=0} en {\displaystyle {\vec {n}}\cdot {\vec {f_{y}}}{}'=0}
De normaalvector {\displaystyle {\vec {n}}} is ook het kruisproduct van de beide partiële afgeleiden van {\displaystyle {\vec {f}}(x,y)}:
{\displaystyle {\vec {f_{x}}}{}'\times {\vec {f_{y}}}{}'=(-f'_{x}(x_{0},y_{0}),-f'_{y}(x_{0},y_{0}),1)={\vec {n}}}
- Een normaalvector heeft een bijbehorende genormeerde normaalvector (ook eenheidsnormaalvector genoemd) in dezelfde richting, maar met lengte 1. Een vlak heeft twee eenheidsnormaalvectoren, die elkaars tegengestelde zijn.

## Bestaan
Uiteraard bestaat niet noodzakelijk overal een normaalvector, een kegel bijvoorbeeld heeft in zijn top geen normaalvector.

## Websites
- Wikibooks. Vectormeetkunde.